# Sabella brevibarbis
Sabella brevibarbis är en ringmaskart som beskrevs av Grube 1860. Sabella brevibarbis ingår i släktet Sabella och familjen Sabellidae. Inga underarter finns listade i Catalogue of Life.